# Leskia diadema
Leskia diadema là một loài ruồi trong họ Tachinidae.